# غراهام روبرت اوبي
غراهام روبرت اوبي  (بالإنجليزية: Graham Robert Oppy)‏ (ولد في 6 أكتوبر 1960) وهو فيلسوف استرالي مجال بحثه الرئيسي فلسفة الدين. يشغل حاليا منصب أستاذ الفلسفة ومنصب مساعد عميد البحث في جامعة موناش ويعمل كمساعد تحرير لمجلة الفلسفة الأسترالية، وهو عضو في لجنة التحرير لمجلة فايلو ومجلة بوصلة الفيلسوف ومجلة الدراسات الدينية ومجلة سوفيا.

## حياته
ولد غراهام اوبي في بينالا في عام 1960 لأسرة من الطائفة الميثودية، لكنه ترك الايمان في مراهقته.انتقلت عائلته الي بالارات في عام 1965 وتلقى دراسته الثانوية في كلية ويسلي في ملبورن. درس في جامعة ملبورن منذ عام 1979، حيث حصل على شهادتين: 

## كتبه
- الحجة الوجودية والايمان بالله، 1996.
- منظورات فلسفية حول اللانهاية، 2006.
- المحاججة حول الالهة 2006.
- «التطور ام مذهب الخلق في المدارس الأسترالية» وهو فصل في كتاب الكتاب الالحادي الأسترالي، 2010.
- أفضل حجة ضد وجود الله، 2013.
- إعادة اختراع فلسفة الدين: مقدمة من رأي شخصي، 2014.